# Liste der Kulturdenkmäler in Jettenbach (Pfalz)
In der Liste der Kulturdenkmäler in Jettenbach sind alle Kulturdenkmäler der rheinland-pfälzischen Ortsgemeinde Jettenbach aufgeführt. Grundlage ist die Denkmalliste des Landes Rheinland-Pfalz (Stand: 6. September 2022).

## Einzeldenkmäler
| Bezeichnung                 | Lage                         | Baujahr         | Beschreibung | Bild                           |
| --------------------------- | ---------------------------- | --------------- | --- | ------------------------------ |
| Portal                      | Hauptstraße, an Nr. 29 Lage  | 1829            | Sandsteinportal, bezeichnet 1829 | BW                             |
| Stundenstein                | Hauptstraße, bei Nr. 48 Lage | 19. Jahrhundert | Stundenstein, Sandsteinsäule, 19. Jahrhundert | Fotos hochladen                |
| Wohnhaus                    | Hauptstraße 66 Lage          | 1903/04         | Musikantenhaus; eingeschossiger Putzbau über Sockelgeschoss, 1903/04, Architekt Karl Faul, Reichenbach                                                                             | Fotos hochladen                |
| Grundschule                 | Höhstraße 2 Lage             | 1892/93         | sandsteingegliederter Putzbau, 1892/93; Luitpoldlinde von 1893 | Fotos hochladen                |
| Quereinhaus                 | Honiggasse 1 Lage            | 1740            | Quereinhaus, teilweise Fachwerk, bezeichnet 1740 und 1776, eingeschossiger Krüppelwalmdachanbau, Werkstattgebäude um 1900; Ofenstein, bezeichnet 1793, Ofenplatte, bezeichnet 1720 | Fotos hochladen                |
| Protestantische Pfarrkirche | Kirchstraße 2 Lage           | 1895/96         | zweischiffige neugotische Hallenkirche, 1895/96, Architekt Franz Schöberl, Speyer; mit Ausstattung                                                                                 | weitere Bilder Fotos hochladen |
| Ofenstein                   | Kirchstraße, an Nr. 5 Lage   | 1801            | Ofenstein, bezeichnet 1801 | BW                             |
| Ofenstein                   | Kirchstraße, an Nr. 8 Lage   | 1829            | Ofenstein, bezeichnet 1829 | BW                             |